# Fiodor Baranow
Fiodor Aleksiejewicz Baranow (ros. Фёдор Алексеевич Баранов, ur. 9 stycznia 1905 w Petersburgu, zm. 15 marca 1982) – radziecki działacz partyjny i dowódca partyzancki.
W latach 1926–1931 służył w radzieckiej Marynarce Wojennej, od 1928 w WKP(b), od 1931 funkcjonariusz partyjny w Leningradzie. Od 1940 do 2 października 1942 III sekretarz, a od 2 października 1942 do 20 lipca 1944 II sekretarz Komitetu Obwodowego Komunistycznej Partii (bolszewików) Białorusi w Baranowiczach. 
Od sierpnia 1943 do lipca 1944 członek Podziemnego Komitetu Obwodowego KP(b)B w Baranowiczach, od października 1943 do lipca 1944 dowódca zgrupowania partyzanckiego południowej strefy obwodu baranowickiego. Od września 1944 do września 1952 I sekretarz KP(b)B w Bobrujsku, od 18 lutego 1949 do 20 września 1952 członek KC KP(b)B, od sierpnia 1953 do lutego 1958 I sekretarz Komitetu Obwodowego KPB w Grodnie. Od 13 lutego 1954 do 3 marca 1966 członek KC KPB, od 1958 do 18 grudnia 1962 przewodniczący Komisji Kontroli Państwowej/Radzieckiej Rady Ministrów Białoruskiej SRR, później członek Komisji Partyjnej przy KC KPB. Deputowany do Rady Najwyższej ZSRR 5 kadencji. 1 stycznia 1944 odznaczony Orderem Czerwonego Sztandaru.